# DBAG série 423
L'automotrice électrique de la série 423 est un train électrique articulé léger pour les S-Bahn, réseaux urbains de voyageurs en Allemagne. Le train à des dimensions similaires à celles de son prédécesseur, la série 420, mais il est assez nettement plus léger et a un seul grand compartiment, alors que les 420 sont divisés en trois parties. Les rames sont numérotées de 423-001 à 423-462.

## Description
Une rame de la série 423 est composée de quatre caisses, formant une rame articulée sur trois bogies jacobs et peut seulement être séparée dans les ateliers d'entretien. Les deux caisses intermédiaires sont numérotées dans la série 433. Une rame de la série 423 est généralement composée des caisses suivantes, où x est le numéro de rame :
- 423 x
- 433 x
- 433 (x+500)
- 423 (x+500)

par exemple 423-194 + 433-194 + 433-694 + 423-694. Des compositions différentes se produisent habituellement quand la partie subsistante de rames partiellement détruites sont combinées pour reformer une rame complète.

## Galerie

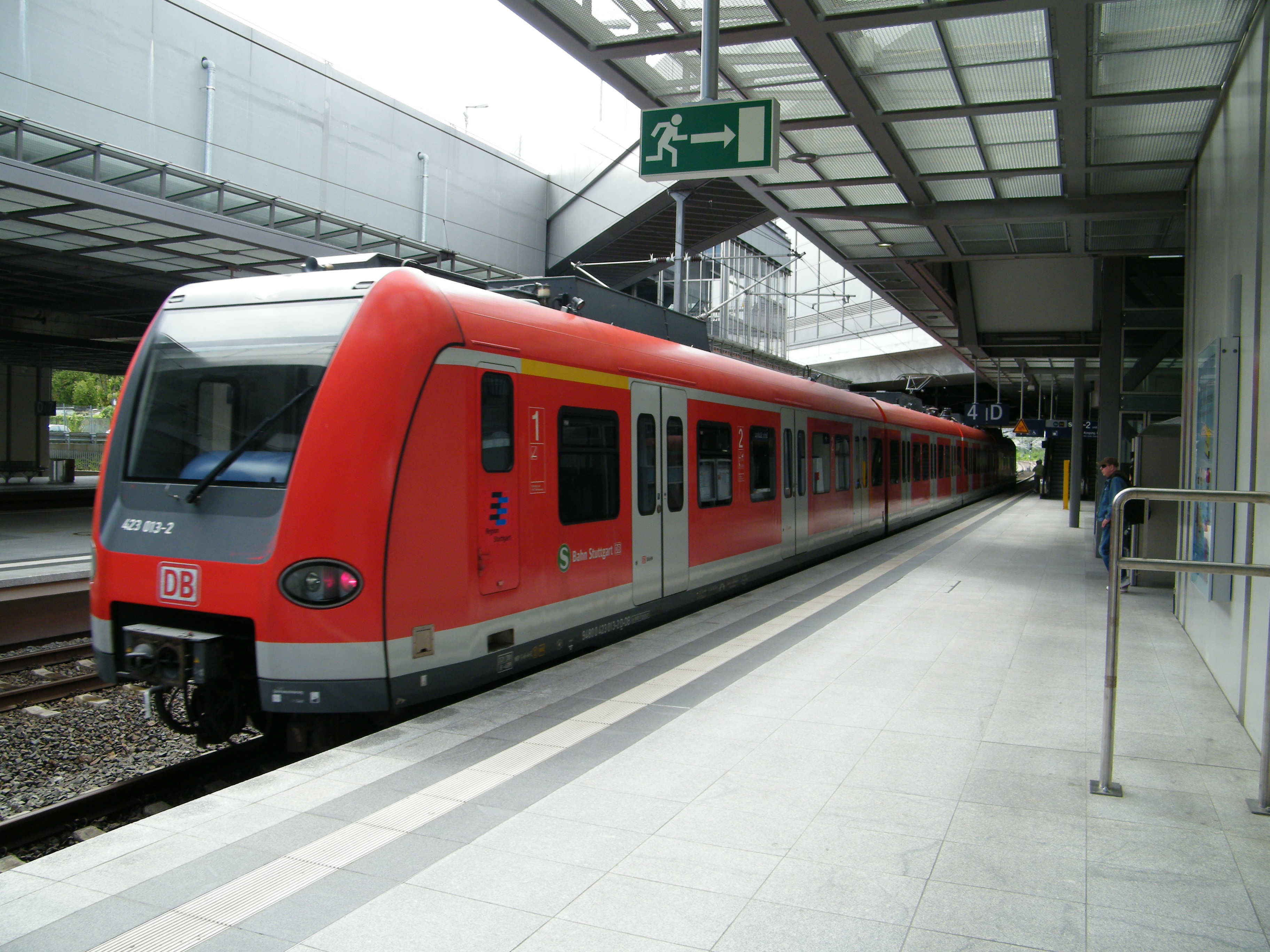
En intérim à la gare de Berlin Südkreuz
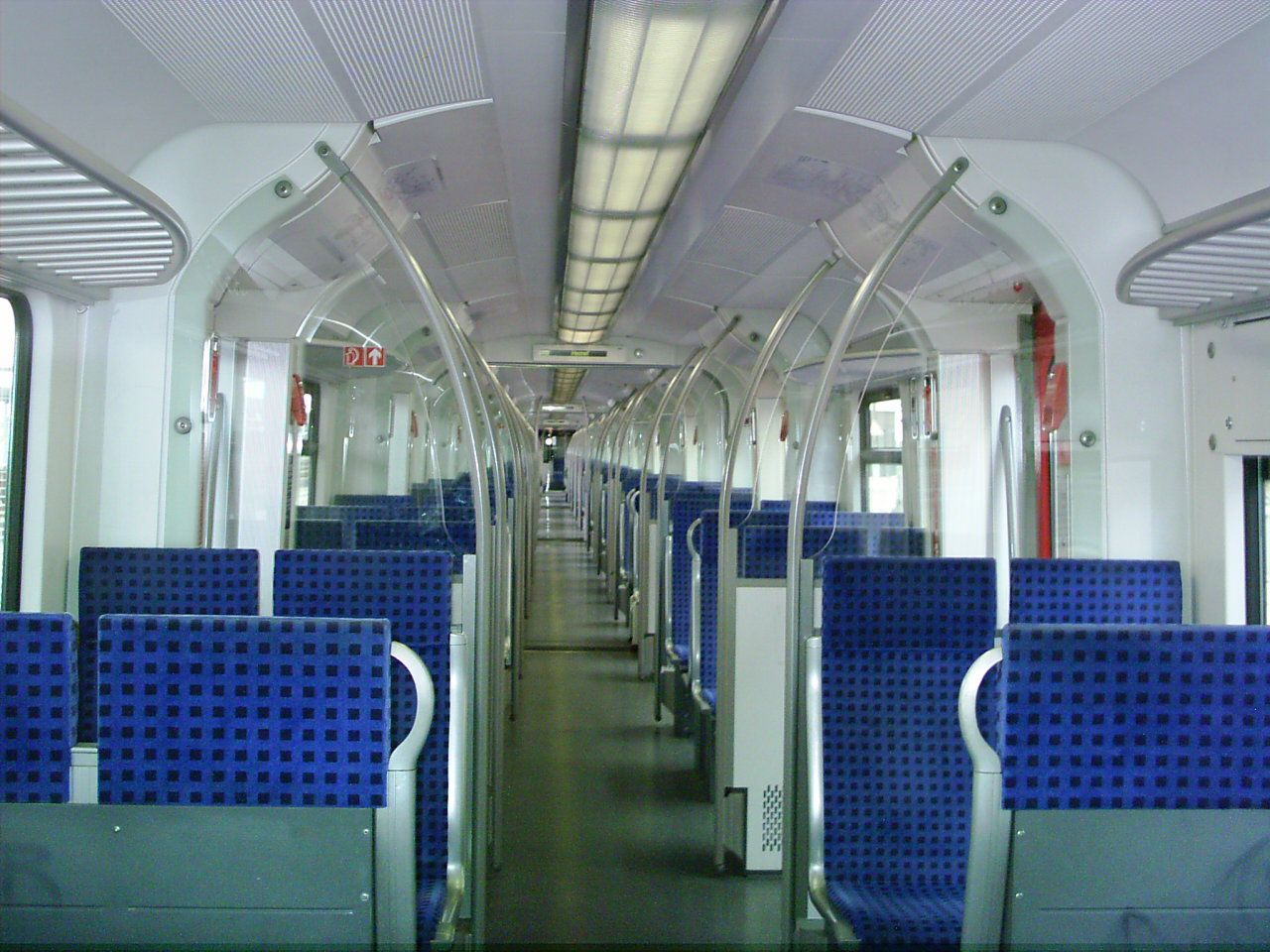
Intérieur
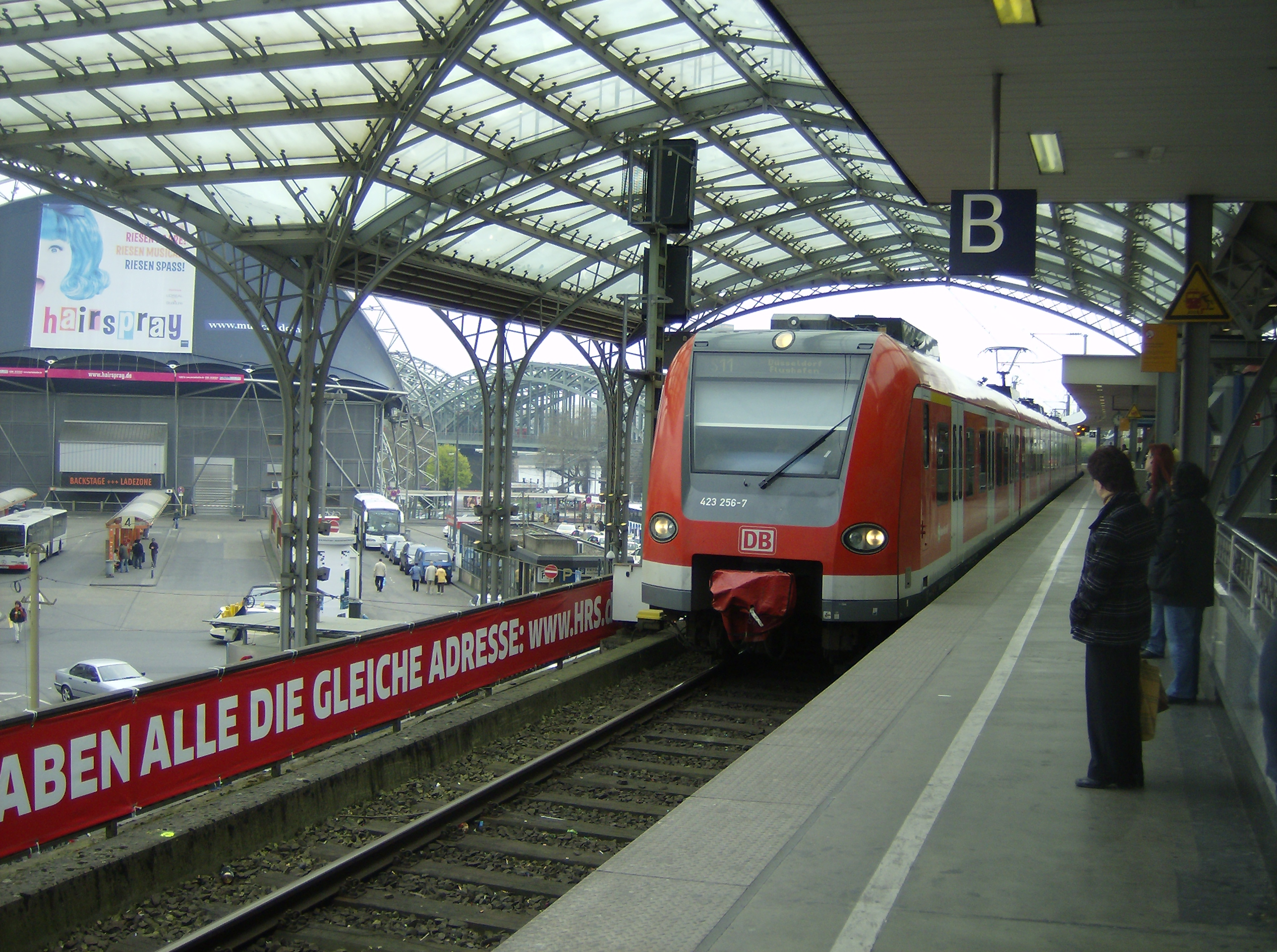
423.256 à l'arrivée à gare centrale de Cologne